# Bhavani
Bhavani — također poznata kao Tulaja, Turaja, Tvarita, Ambā i Jagadambā — hinduistička je božica pravde, povezana sa Šivinom ženom, velikom božicom Parvati, kao i s Durgom. Ime božice Bhavani znači „davateljica života”; ona je smatrana izvorom života ili stvarateljske energije. Kao „Velika majka”, Bhavani je zaštitnica svojih poklonika te ona koja pobjeđuje zle asure.
Sve se božice u hinduizmu smatraju oblicima vrhovne božice ili ženske energije, Šakti (Adi Parashakti), pa je tako i Bhavani njezin oblik, a najviše je štovana u indijskoj saveznoj državi Maharashtri. U južnoj saveznoj državi Tamil Naduu, Bhavani je također veoma štovana, kao „božica majka” – Amma. Bhavani predstavlja božansku milost i zaštitu, ali i strašne pojave jer je ona ta koja pobjeđuje zlo.
Indijski kralj Shivaji bio je veliki štovatelj Bhavani te joj je posvetio svoj mač.